# Resolutie 1709 Veiligheidsraad Verenigde Naties
Resolutie 1709 van de Veiligheidsraad van de Verenigde Naties werd op 22 september 2006 met unanimiteit door de VN-Veiligheidsraad aangenomen en verlengde de VN-vredesmacht in Soedan tot 8 oktober.

## Achtergrond
Al in de jaren 1950 was het zwarte zuiden van Soedan in opstand gekomen tegen het overheersende Arabische noorden. De vondst van aardolie in het zuiden maakte het conflict er enkel maar moeilijker op. In 2002 kwam er een staakt-het-vuren en werden afspraken gemaakt over de verdeling van de olie-inkomsten. Verschillende rebellengroepen waren hiermee niet tevreden en in 2003 ontstond het conflict in Darfur tussen deze rebellen en de door de regering gesteunde Janjaweed-milities. Die laatsten gingen over tot etnische zuiveringen en in de volgende jaren werden in Darfur grove mensenrechtenschendingen gepleegd waardoor miljoenen mensen op de vlucht sloegen.

## Inhoud
De Veiligheidsraad:
- Herinnert aan zijn voorgaande resoluties over de situatie in Soedan.
- Bevestigt de soevereiniteit, eenheid, onafhankelijkheid en territoriale integriteit van Soedan.
- Is bezorgd om de beperkingen die Soedan oplegde aan de bewegingsvrijheid en het materieel van de VN-Missie in Soedan en de weerslag daarvan op de uitvoering van het mandaat.
- Is erg bezorgd om de verslechterende humanitaire situatie in Darfur en herhaalt dat aldaar de partijen het geweld en de wreedheden moeten stoppen.
- Concludeert dat de situatie in Soedan de internationale vrede en veiligheid blijft bedreigen.

1. Beslist het mandaat van UNMIS te verlengen tot 8 oktober.
2. Besluit actief op de hoogte te blijven.

## Verwante resoluties
- Resolutie 1679 Veiligheidsraad Verenigde Naties
- Resolutie 1706 Veiligheidsraad Verenigde Naties
- Resolutie 1713 Veiligheidsraad Verenigde Naties
- Resolutie 1714 Veiligheidsraad Verenigde Naties

Lijst ·  1652 ·  1653 ·  1654 ·  1655 ·  1656 ·  1657 ·  1658 ·  1659 ·  1660 ·  1661 ·  1662 ·  1663 ·  1664 ·  1665 ·  1666 ·  1667 ·  1668 ·  1669 ·  1670 ·  1671 ·  1672 ·  1673 ·  1674 ·  1675 ·  1676 ·  1677 ·  1678 ·  1679 ·  1680 ·  1681 ·  1682 ·  1683 ·  1684 ·  1685 ·  1686 ·  1687 ·  1688 ·  1689 ·  1690 ·  1691 ·  1692 ·  1693 ·  1694 ·  1695 ·  1696 ·  1697 ·  1698 ·  1699 ·  1700 ·  1701 ·  1702 ·  1703 ·  1704 ·  1705 ·  1706 ·  1707 ·  1708 ·  1709 ·  1710 ·  1711 ·  1712 ·  1713 ·  1714 ·  1715 ·  1716 ·  1717 ·  1718 ·  1719 ·  1720 ·  1721 ·  1722 ·  1723 ·  1724 ·  1725 ·  1726 ·  1727 ·  1728 ·  1729 ·  1730 ·  1731 ·  1732 ·  1733 ·  1734 ·  1735 ·  1736 ·  1737 ·  1738